# Kawai Jittaro
Kawai Jittaro (japanisch 河合 十太郎; * 1865; † 1945) war ein japanischer Mathematiker und Begründer der mathematischen Schule an der Universität Kyōto.
Kawai war 1886 bis 1889 ein Schüler der Mathematiker Kikuchi Dairoku und Fujisawa Rikitarō in Tokio. Danach war er Mathematiklehrer an der dritten höheren Schule in Kyoto, wo Takagi Teiji und Hayashi Tsuruichi seine Schüler waren. Er ging an die 1897 neu gegründete kaiserliche Universität Kyoto und erhielt dort 1903 den Professorentitel. Sein Schüler Sono Masazō (1886–1969) spezialisierte sich auf Kawais Anregung hin auf Algebra und kehrte nach dem Studium in Paris 1920 nach Kyoto zurück, wo er 1921 ebenfalls Professor wurde. Kawai war eher als guter Lehrer als für seine Forschung bekannt.
Zu seinen Schülern gehörte auch Maeda Fumitomo.